# Cyd
cyd(1999년 12월 22일 ~ )는 대한민국의 가수다. 2022년 EP 싱글 앨범 [25.3-7]로 데뷔했다.

## 방송
- 보컬플레이 2 (2019) - Top8(7위)

## 음반
- 보컬플레이 : 캠퍼스 뮤직 올림피아드 [학교 대표 연합전] PART 2 (2019)
- 25.3-7 (2022)
- AFTER summer (2022)
- Controller (2022)
- LIVE.01: RM1x vs MC-505 (2022)
- SAVIOR (2024)